# Jan Falkowski (pilot)
Jan Paweł Falkowski (ur. 26 czerwca 1912 w Pohulance na Litwie, zm. 27 lipca 2001 w Peterborough, w Kanadzie) – major dyplomowany pilot Polskich Sił Powietrznych w Wielkiej Brytanii, podpułkownik (ang. Wing Commander) Królewskich Sił Powietrznych, as myśliwski w II wojnie światowej, kawaler Krzyża Srebrnego Orderu Wojennego Virtuti Militari.

## Życiorys
W 1914 wraz z rodzicami wyjechał na Syberię, gdzie w czasie rewolucji zginęli oboje jego rodzice. Przy pomocy repatriantów po ponad rocznej podróży dotarł we wrześniu 1922 do Warszawy. W Polsce zaopiekowała się nim rodzina. Ukończył prywatne gimnazjum, a później przez trzy lata studiował na Wydziale Rolniczym Uniwersytetu Stefana Batorego w Wilnie. W 1934 przerwał studia i został przyjęty do Szkoły Podchorążych Lotnictwa w Dęblinie (IX promocja). Na stopień porucznika został mianowany ze starszeństwem z 15 października 1936 i 18. lokatą w korpusie oficerów aeronautyki (od 1937 korpus oficerów lotnictwa, grupa liniowa). Został wcielony do 4 pułku lotniczego w Toruniu i przydzielony do III/4 dyonu myśliwskiego. W 1938 został przeniesiony do Centrum Wyszkolenia Lotnictwa nr 1 w Dęblinie na stanowisko instruktora specjalnego Kierownictwa Wyszkolenia.
W kampanii wrześniowej nie brał udziału. Razem z grupą pilotów z Dęblina ewakuował się przez Rumunię do Francji. 3 września 1939 roku, w trakcie przelotu ewakuacyjnego samolotem PWS-26 z Dęblina do Sokala, został w okolicach Lublina zaatakowany przez trzy lub osiem niemieckich myśliwców. Falkowski obniżył wysokość lotu prawie do ziemi i wykorzystując zwrotność samolotu spowodował, że jeden niemiecki myśliwiec rozbił się o ziemię, a pozostałe przerwały atak i zawróciły, najprawdopodobniej z powodu małej ilości paliwa.
We Francji został instruktorem w polskiej szkole w Lyon-Bron. Od 31 maja 1940 był dowódcą X Klucza Kominowego (Fa) broniącego Cognac. Po ataku Niemców na Francję na pokładzie Batorego 27 czerwca 1940 przybył do Anglii.
W Anglii otrzymał numer służbowy RAF P-0493 i został przydzielony do 302 dywizjonu, w którym na samolocie Hawker Hurricane odniósł swoje pierwsze zwycięstwo nad He 111 – 16 stycznia 1941. W czasie walki jego samolot został ciężko uszkodzony, Jan Falkowski musiał z niego wyskoczyć i przy lądowaniu złamał nogę. Po leczeniu z końcem lipca 1941 został skierowany do polskiego 315 dywizjonu myśliwskiego w Northolt. Już w sierpniu w walkach nad terytorium Francji zestrzelił trzy Messerschmitty Bf 109. We wrześniu odniósł kolejne dwa zwycięstwa. Od 22 września został dowódcą eskadry A.
Przez krótki czas był skierowany do 316 dywizjonu myśliwskiego, z którym brał udział w kilku operacjach nad Francją. W czerwcu 1942 roku został odkomenderowany do Wyższej Szkoły Wojskowej w Szkocji, którą ukończył 3 lipca 1943 roku. Został przeniesiony do 303 dywizjonu na stanowisko dowódcy. Latając w tym dywizjonie odniósł dwa pewne zwycięstwa i jedno prawdopodobne nad Fw 190. 
22 listopada 1944 r. został mianowany polskim oficerem łącznikowym w 11 Grupie Myśliwskiej RAF (11 Group), 15 lutego 1944 r. sprawował to samo stanowisko w 84 Grupie Myśliwskiej RAF (84 Group).
30 stycznia 1945 został mianowany dowódcą 3 Polskiego Skrzydła Myśliwskiego i powrócił do lotów bojowych. W czasie jednego z nich 9 marca 1945 nad Holandią, został trafiony przez obronę przeciwlotniczą. Z powodu awarii samolotu musiał wyskoczyć na spadochronie, w czasie lotu był ostrzeliwany przez Niemców i jedna z kul zraniła go w nogę. Po wylądowaniu dostał się do niewoli. 9 maja 1945 powrócił do Anglii.
W czasie walk zaliczono mu zniszczenie 9 samolotów nieprzyjaciela na pewno, 1 prawdopodobnie i 1 uszkodzony. Na Liście Bajana został sklasyfikowany na 13. pozycji. Wojnę zakończył w polskim stopniu majora i angielskim Wing Comandera. Po demobilizacji w 1947 wyjechał do Kanady, gdzie miał farmę oddaloną 20 mil od Toronto. W późniejszych latach został instruktorem w cywilnej szkole pilotów w okolicach Toronto. W 1965 roku odbył podróż po Europie, odwiedził też Polskę.
W latach sześćdziesiątych wydał książkę autobiograficzną With the Wind in my Face, która w Polsce po raz pierwszy została wydana w 1969 r. przez Wydawnictwo Ministerstwa Obrony Narodowej pod tytułem Z wiatrem w twarz.

## Ordery i odznaczenia
- Krzyżem Srebrnym Orderu Wojennego Virtuti Militari nr 9338 (19 lutego 1942)[9][10]
- Krzyż Walecznych czterokrotnie
- Odznaka za Rany i Kontuzje dwukrotnie[11]
- Medal Lotniczy trzykrotnie
- brytyjski Distingushed Flying Cross (listopad 1942)[10]